# Deutsche Bahn

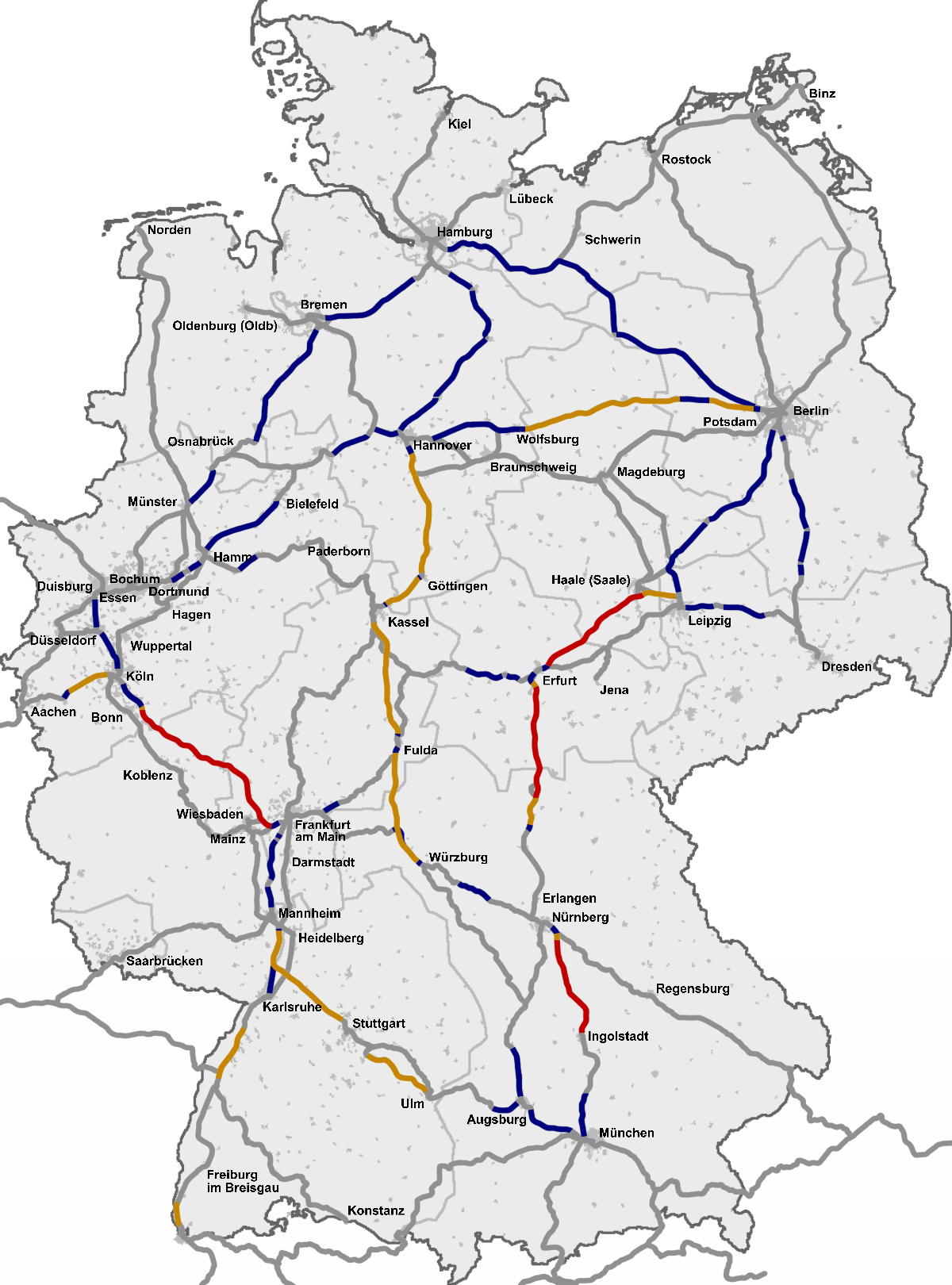
Sieć połączeń ICE
czerwone – linie dużych prędkości do 300 km/h
pomarańczowe – linie dużych prędkości do 250 km/h lub więcej
niebieskie – linie zmodernizowane do 200 km/h lub 230 km/h
szare – linie konwencjonalne, przeważnie zmodernizowane do 160 km/h

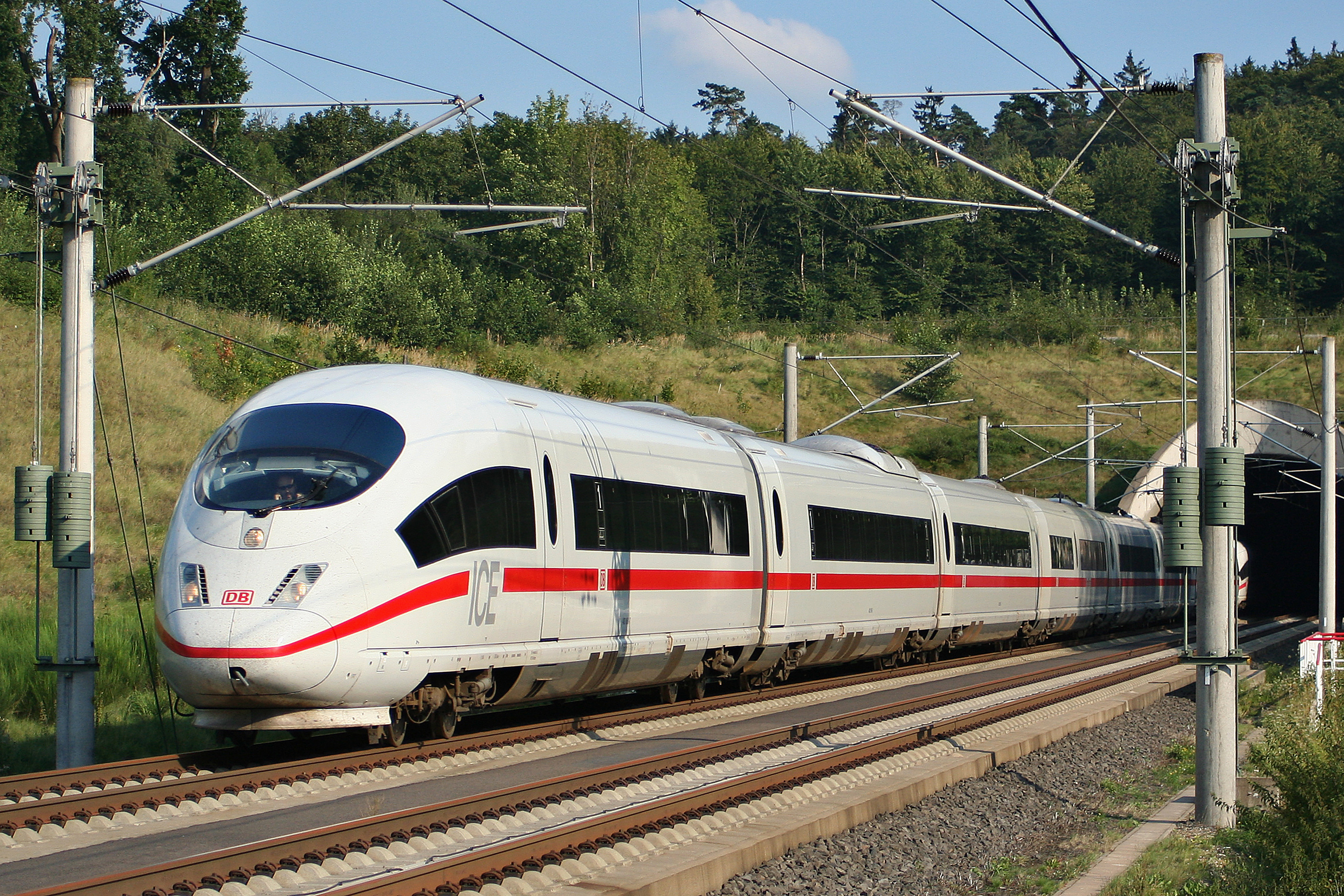
Pociąg ICE

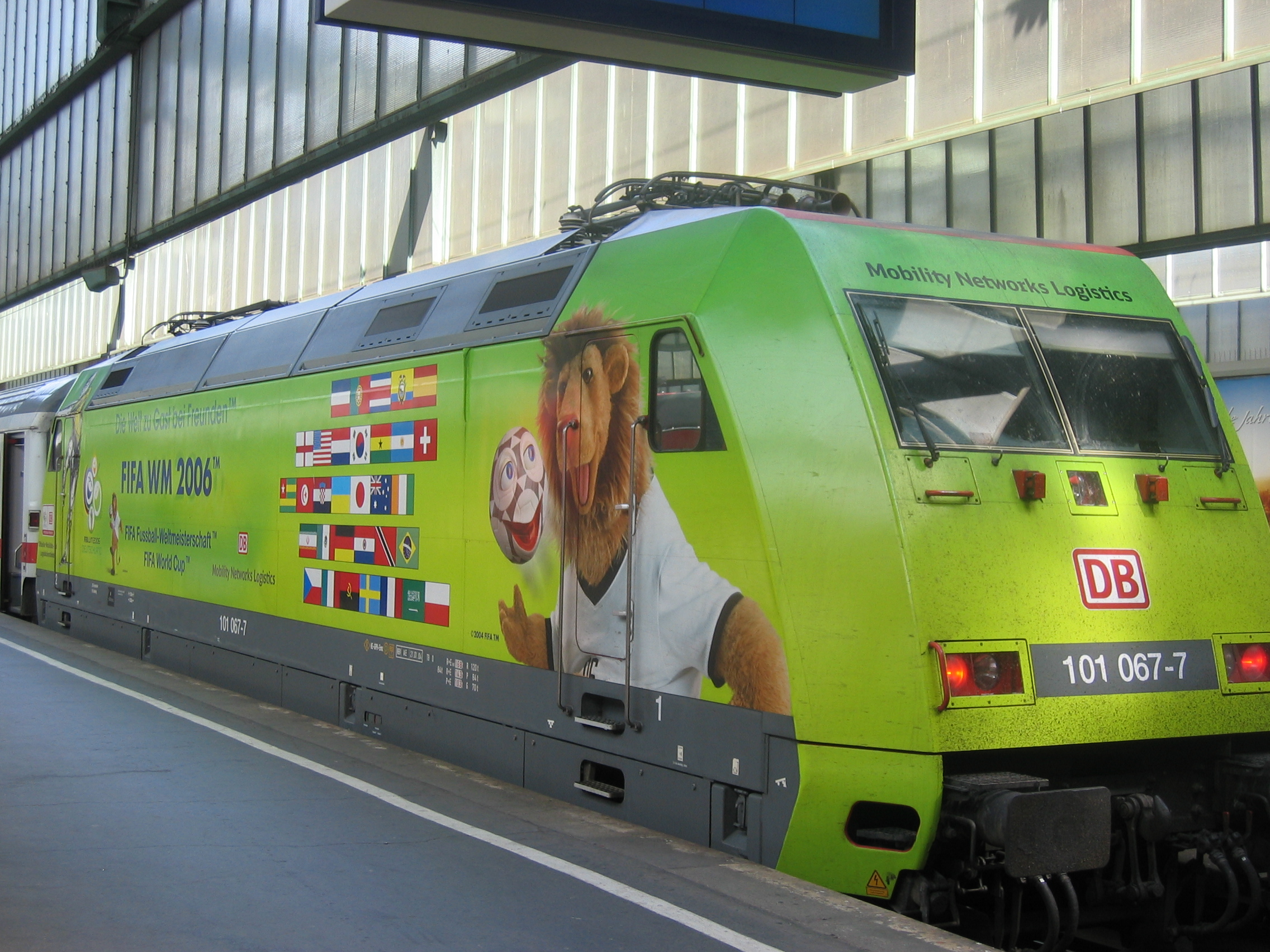
Lokomotywa DB w barwach Mistrzostw Świata w Piłce Nożnej 2006

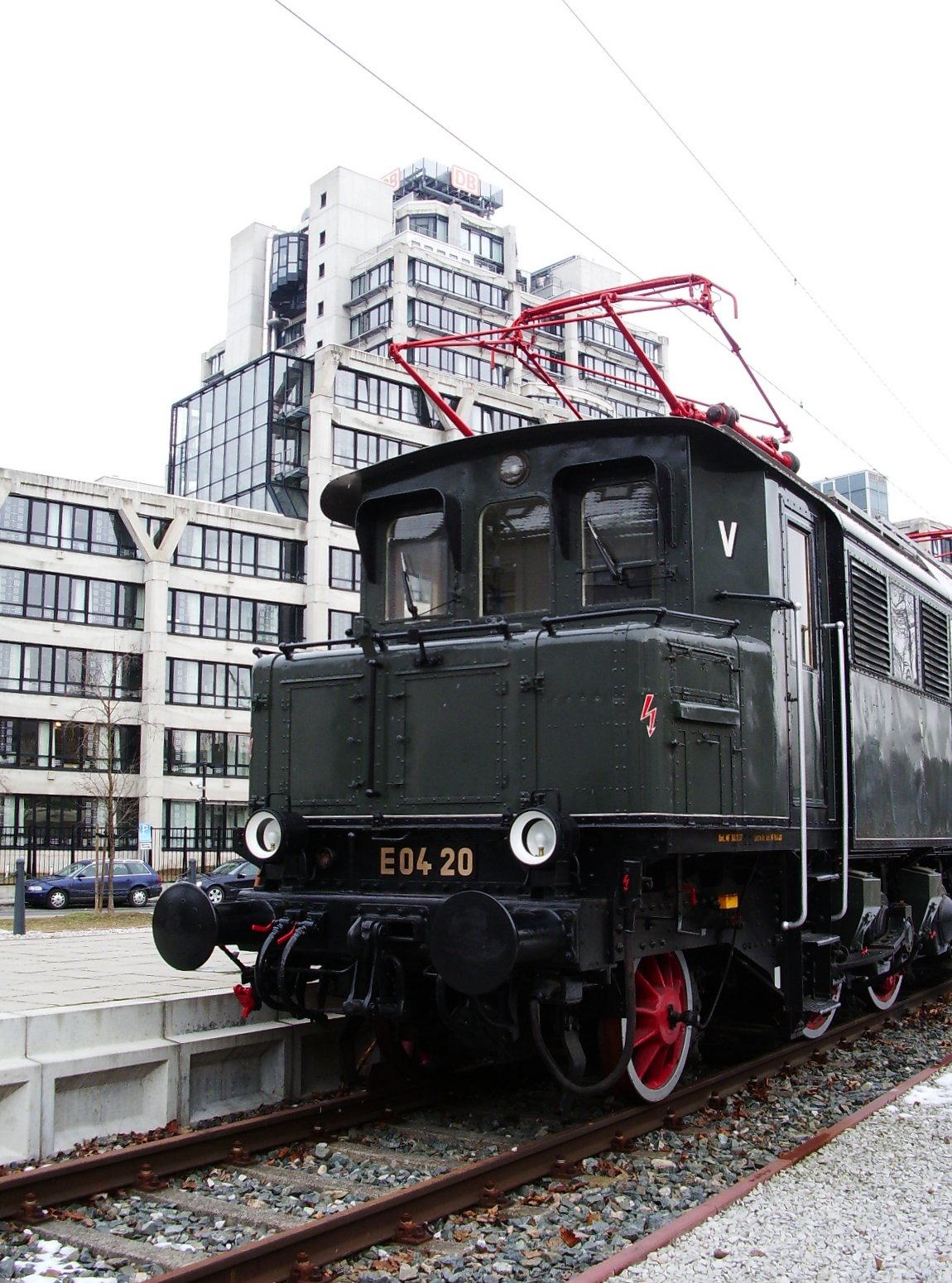
Lokomotywa E 04 przed siedzibą DB we Frankfurcie nad Menem

Deutsche Bahn AG (DB) – niemieckie przedsiębiorstwo kolejowe i logistyczne.
Grupa Deutsche Bahn prowadzi działalność w sektorze krajowego i międzynarodowego transportu towarów i pasażerów, logistyki i świadczenia usług pomocniczych w transporcie kolejowym, a kierowana jest przez holding zarządzający Deutsche Bahn AG.

## Kolej w Niemczech
W Niemczech funkcjonuje łącznie około 350 przewoźników kolejowych (Eisenbahnverkehrsunternehmen), w tym 26 przewoźników będących własnością skarbu federalnego (Eisenbahnen des Bundes) oraz 324 prywatnych przewoźników kolejowych (Privatbahnen).

### Historia
Pierwsza kolej parowa w Niemczech połączyła w 1835 Norymbergę z Fürth (6 km).
Do 1920 r. koleje na ziemiach niemieckich były przeważnie własnością ówczesnych krajów związkowych (landów). Następnie na podstawie Konstytucji Weimarskiej koleje te zostały znacjonalizowane przyjmując wspólną nazwę Deutsche Reichsbahn (Niemiecka Kolej Rzeszy). Była ona największym, pojedynczym pracodawcą w Republice Weimarskiej, pod koniec lat 20. pracowało w niej 700 000 ludzi.
Po zakończeniu II wojny światowej w poszczególnych strefach okupacyjnych funkcjonowały oddzielne zarządy kolei. W 1949 r. w nowo utworzonej RFN powstała Deutsche Bundesbahn (DB) (Niemiecka Kolej Federalna), w NRD zachowano przedwojenną nazwę – Deutsche Reichsbahn (DR) (Niemiecka Kolej Rzeszy).
Po zjednoczeniu Niemiec, w ramach reformy kolei, obydwa zarządy kolei zostały w 1994 r. połączone i przekształcone w spółkę akcyjną o nazwie Deutsche Bahn AG (Kolej Niemiecka). Dysponowała ona siecią o łącznej długości 39 938 km, z czego 16 546 km było zlektryfikowanych, co stanowiło 41% szlaków. Kursowało po nich 3755 lokomotyw elektrycznych, 1448 zespołów trakcyjnych, 3633 lokomotywy spalinowe, 3012 małych lokomotyw spalinowych, 498 spalinowych zespołów trakcyjnych i 249 autobusów szynowych.

## Struktura organizacyjna
Grupa ta organizacyjnie składa się z trzech głównych pionów operacyjnych oraz kilkuset wykonawczych podmiotów gospodarczych.
W skład grupy DB wchodzą:

### DB Fernverkehr
- DB Fernverkehr AG, Frankfurt nad Menem – kolejowe przewozy dalekobieżne
  - Bayern Express & P. Kühn Berlin(inne języki) GmbH, Berlin – biuro podróży

### DB Regio
- DB Regio AG, Frankfurt nad Menem – kolejowe przewozy regionalne
  - S-Bahn Berlin GmbH – szybka kolej miejska
  - S-Bahn Hamburg GmbH – szybka kolej miejska

### DB Cargo
- DB Cargo AG, Moguncja – kolejowe przewozy towarowe
  - DB Cargo Polska S.A., Zabrze (Polska)
  - DB Cargo UK (Wielka Brytania)

### DB Schenker
- Schenker AG(inne języki), Essen (zał. 1872)
  - Schenker Deutschland AG, Kelsterbach
  - Spedpol Sp. z o.o., Warszawa (Polska)

### DB InfraGO
- - DB InfraGO AG, Frankfurt nad Menem – dawniej DB Netz AG zarządca infrastruktury kolejowej i DB Station&Service AG, Berlin – zarządzająca obiektami dworcowymi
  - DB Bahnbau Gruppe(inne języki) GmbH, Berlin – grupa spółek budownictwa kolejowego

### Pozostałe spółki
- DB Energie GmbH, Frankfurt nad Menem – zaopatrzenie w energię elektryczną i paliwa
  - DB Engineering & Consulting(inne języki) GmbH, Berlin – projektowanie budownictwa kolejowego
- DB Fahrzeuginstandhaltung(inne języki) GmbH, Frankfurt nad Menem
- DB Systel(inne języki) GmbH, Frankfurt nad Menem – informatyka i telekomunikacja kolejowa i transportowa, operator własnej sieci telekomunikacyjnej koncernu – GSM-R
- Usedomer Bäderbahn
- DB Kommunikationstechnik(inne języki) GmbH, Eschborn
- DB Services(inne języki)
- DB Sicherheit(inne języki)
- DB Vertrieb(inne języki) GmbH

#### Spółki zagraniczne Deutsche Bahn
- DB Cargo UK
- DB Cargo Scandinavia(inne języki)
- DB Cargo Nederland(inne języki)
- DB Cargo Schweiz(inne języki)
- DB Cargo UK
- DB Cargo France(inne języki)
- DB Cargo Bulgaria(inne języki)
- Deutsche Bahn Cargo Romania(inne języki)
- Transfesa Logistics(inne języki), Hiszpania

##### Polska
W Polsce Deutsche Bahn posiada swoje spółki zależne:
- DB Cargo Polska
- Infra SILESIA
- UBB Polska
- DB Port Szczecin

## Siedziba koncernu DB
W 1996 centralę holdingu przeniesiono z Frankfurtu nad Menem do tzw. BahnTower przy placu Poczdamskim w Berlinie.

## Sponsoring
- Hertha BSC – klub piłkarski